# Maria Daraki
 (juillet 2025).
Motif : Aucune source secondaire centrée sur le sujet de l'article.
- Archive Wikiwix
- Bing
- Cairn
- DuckDuckGo
- E. Universalis
- Gallica
- Google
- G. Books
- G. News
- G. Scholar
- Persée
- Qwant
- (zh) Baidu
- (ru) Yandex
- (wd) trouver des œuvres sur Wikidata

| 1. | Préciser le motif de la pose du bandeau. | Précisez le motif de la pose du bandeau en utilisant la syntaxe suivante : {{admissibilité à vérifier\|date=juillet 2025\|motif=remplacez ce texte par le motif}}                 |
| 2. | Informer les utilisateurs concernés.     | Pensez à avertir le créateur de l'article, par exemple, en insérant le code ci-dessous sur sa page de discussion : {{subst:avertissement admissibilité à vérifier\|Maria Daraki}} |

 (août 2013).
Si vous disposez d'ouvrages ou d'articles de référence ou si vous connaissez des sites web de qualité traitant du thème abordé ici, merci de compléter l'article en donnant les références utiles à sa vérifiabilité et en les liant à la section « Notes et références ».
Maria Daraki, née le 28 avril 1939 au Pirée, en Grèce, et décédée le 2 juillet 2012 à Bobigny, est une historienne, philosophe, anthropologue et écrivain française.

## Biographie
Formée auprès de Pierre Vidal Naquet et Jean-Pierre Vernant dans les années 1970, elle fut chargée de cours en 1974 à l'université de Vincennes (Paris VIII), où elle enseigna l'histoire ancienne jusqu'en 2001, avec le titre de professeure d'histoire ancienne. Elle a publié Dionysos et la déesse Terre, qui constituait une première partie de sa thèse d'État, en 1983.

## Essais
- Les Essadzis (en grec), ouvrage sur la formation des tortionnaires dans la Grèce des colonels, Éditions Kedros, 1976.
- Dionysos, Arthaud, 1985  (ISBN 2700305035)[2]
- Dionysos et la Déesse Terre, Flammarion, coll. Champs, 1994 rééd.
- Une religiosité sans dieu. Essai sur les Stoïciens d'Athènes et saint Augustin, Paris, La Découverte, 1989.
- El Mundo Helenistico. Cinicos, Estoicos y Epicureos (en collaboration avec Gilbert Romeyer Dherbey), Madrid, éd. Akal, 1996.
- La Grèce pour penser l’avenir (ouvrage collectif, avec les contributions de Marc Augé, Cornelius Castoriadis, Philippe Descola, Claude Mossé, André Motte, Marie Henriette Quet, Gilbert Romeyer-Dherbey), Paris, Ed. L’Harmattan, 2000. (édité en grec : Athènes, éditions Desmos, octobre 2011.)
- Las Tres Negationes de Yahvé, Religion y politica en el antiguo Israel, Madrid, Éditions Ababda, 2007.

## Romans et poèmes
- L'Enfant grecque, Seuil, 1966, Prix Maillé-Latour-Landry de l’Académie française. (Roman qui retrace l'histoire d'Annoula, petite Athénienne au moment de l'invasion allemande de 1940.)
- La solitude d'Adam, Éditions Oswald, 1973.
- Le Règne de la Négresse, Éditions Saint-Germain-des-Prés, 1974.

## Articles
- 1977 : Le renouveau de l'histoire ancienne in La nouvelle Histoire, Magazine Littéraire
- 1978 : Les fonctions psychologiques du Logos dans le Stoîcisme ancien, in "les stoïciens et leur logique", Vrin, Paris.
- 1980 : Aspect du sacrifice dionysiaque in La Revue de l'Histoire des Religions", Le héros empli de menos et le héros daimon isos, une polarité homérique" in Annali delle, Scuola Normale di Pisa, Italie.
- 1981 : La passion et le hasard dans le stoïcisme ancien in Traverses no 23, "L'enfant Dionysiaque" in Raison présente no 56.

L'émergence du sujet singulier dans "les Confessions de Saint Augustin", in Esprit, février 1981
La cuisine du sacrifice en pays grec in Archives des sciences sociales des religions
- 1982 : Les fils de la mort.La nécrophagie cynique et stoîcienne, in Les morts, la mort;idéologie funéraire dans le monde antique, G.Gnoli et J.P Vernant, ed. Maison des Sciences de l'Homme et Cambridge University Press.

Oinps pontos, La mer dionysiaque, in Revue de l'Histoire des Religions I.
"Personnages historiques et initiations guerrières dans l'Illiade", in Question de Sens, ed. de l'E.N.S
"Identité et exclusion en Grèce ancienne", in Revue de l'Institut de sociologie, Université de Bruxelles, Belgique
"Oppositions grecques", in Esprit, janvier 1982
- 1984 : Sortir du structuralisme in Esprit, mai 1984, (repris dans Traverses du XXe siècle, ouvrage collectif, la découverte, 1988)

Repenser le projet anthropologique in Esprit, septembre 1984, idem
Le voyage en Grèce de Michel Foucault in Esprit, avril 1985, idem
- 1986 : Dionysos, Dionysos, in Esprit, juin 1986

L'ostracisme et la canalisation de l'agressivité dans la démocratie ancienne in Esprit, juin 1986
- 1988 : L'expérience psychologique du temps chez Augustin et la démarche historiciste in Saint Augustin, l'Âge d'Homme.
- 1989 : Les règles de la guerre en Grèce in Revue Strategia.
- 1990 : H. Van Effenterre.Les Béotiens et la cité grecque in Esprit, déc. 1990.